# Flirt von gestern
Flirt von gestern ist eine deutsche Fernseh-Verfilmung des englischen Theaterstücks The One and Only von Andrew Rosenthal. Regie führte Oswald Döpke.

## Handlung
Das britische Ehepaar Charles und Clare Duncan sind für einen Tag auf der Durchreise in New York City, bevor sie nach Jamaika weiterreisen. Charles hat geschäftliche Termine, während Clare mit ihrer alten Freundin Maggie verabredet ist. Was Charles nicht weiß: Paul Fowler, der vor vielen Jahren in England beinahe Clares Geliebter gewesen wäre, ist auch in der Stadt und Clare hat sich mit ihm verabredet. Was Clare wiederum nicht weiß: Charles hat seinen Geschäftstermin wegen einer vorgetäuschten Erkältung abgesagt, um sich mit seiner Ex-Geliebten Simone zu treffen. Zufällig suchen beide Männer für ihr Treffen dieselbe Bar aus – Charles, weil er Jahre zuvor als Offizier während des Krieges die Bar häufiger besucht hat, und Paul, weil er dort Stammgast ist und alle seine Frauenbekanntschaften dorthin bringt.
Charles muss lange auf Simone warten, während Paul und Clare an der Bar Erinnerungen an ihre frühere Beziehung austauschen. Als die Barkeeperin Penelope zufällig mitbekommt, dass Clare die Frau von Charles ist, platziert sie Paul und Clare in einer anderen Ecke des Raumes und passt auf, dass Charles ihnen nicht über den Weg läuft. Paul überredet Clare, die vielleicht letzte Gelegenheit zu einer Liebesaffäre mit ihm nicht verstreichen zu lassen. Sie verspricht, unter einem Vorwand nicht mit nach Jamaika zu fliegen und stattdessen mit ihm in eine einsame Pension in den Bergen zu fahren. Die beiden verlassen die Bar und kurz darauf taucht Simone auf.
Spät in der Nacht sind Charles und Simone wieder in Penelopes Bar. Clare kommt auch wieder und hat Maggie als „moralische Unterstützung“ mitgebracht. Sie ist dort mit Paul verabredet und will ihm sagen, dass sie es sich anders überlegt hat und ihren Mann nicht hintergehen will. Doch dann sieht sie Charles mit Simone tanzen, belauscht den Flirt der beiden und will nun doch mit Paul mitgehen, auch wenn Maggie ihr davon abrät. Sie lauscht weiter und hört, wie er Simone erzählt, dass er Clare immer noch liebt und sie nie verlassen würde, weil sie die einzige Frau ist, die es lange mit ihm aushält. Clare sieht nun ein, dass sie ihre Ehe nicht aufs Spiel setzen sollte und dass sie nicht mehr dieselbe Frau ist, in die sich Paul einst verliebt hatte. Da erscheint ein Bote mit einem Rosenstrauß und einem Brief von Paul: Auch er hat es sich anders überlegt und sieht ein, dass man die Zeit nicht zurückdrehen kann. Kurz überlegt Clare, Charles gegenüberzutreten, doch Maggie und Penelope überzeugen sie, die Bar zu verlassen, bevor er sie bemerkt, und so zu tun, als hätte diese Nacht niemals stattgefunden.

## Produktion
Flirt von gestern ist eine Produktion des ZDF und wurde am 12. September 1975 zum ersten Mal ausgestrahlt.